# طريز
طريز هي إحدى القرى التي تقع في الريف الغربي من مدينة حمص ويبلغ عدد سكانها 5300 نسمة ومعظم سكانها يعملون في زراعة الأشجار المثمرة. هذه القرية الصغيرة تشكل نقطة وصل بين محافظات حمص وحماة وطرطوس حيث تبعد المسافة عينها عن المحافظات الثلاث حوالي 60كم وتمتد على مساحة 60 هكتارا من قرية البصيرة شمالا إلى قرية الجويخات والبطار جنوبا ومن قرية عيون الوادي غربا إلى قريتي الحكر وتين السبيل شرقا وترتفع عن سطح البحر نحو 835 م.
وتتبع القرية إداريا لناحية شين وتتمتع بمناخ معتدل في الصيف يميل للبرودة شتاء ويعود تاريخها إلى أكثر من أربعمئة عام على حد تعبير خليل منصور أحد سكانها لافتا إلى أنه يوجد فيها كنيسة قديمة اسمها كنيسة القديسة تيريزا عثر بداخلها على حجارة تعود إلى القرن الرابع الميلادي كما توجد فيها كنيسة أخرى اسمها كنيسة القديسة جاورجبوس تعود إلى عام 1947م.
ويعد إنتاج التفاح المورد الرئيس الذي يعتمد عليه أغلب أبناء القرية كما يشير منصور مؤكدا أن معظم سكان القرية متفرغون للعمل في خدمة أشجار التفاح بانواعه المختلفة وهي تؤمن فرص عمل لأكثر من 500عامل من خارج القرية.
ويوضح درويش محمد أكبر مزارع للتفاح في القرية “إن طريز من أكبر القرى انتاجا للتفاح في سورية قياسا بالبقعة السكانية والجغرافيا التي تشغلها والامكانيات المتواضعة المتاحة لافتا إلى انه مطلوب للتصدير لنوعيته المتميزة وقابليته للتخزين لفترة طويلة”.
ويوضح المزارع نبيل أسعد أن الأراضي المزروعة في القرية تعتمد بالكامل على مشاريع الري بالتنقيط إضافة إلى الآبار الارتوازية.
وتنفرد قرية طريز بإقامة مهرجان سنوي للتفاح في نهاية الصيف يطلق عليه اسم مهرجان التفاح والهدف من إقامته حسب عطية هو اجتماع الأهالي والاحتفال بوداع موسم الصيف وتسويق التفاح وتتم فيه مسابقات تتعلق بالتفاح وانتاجه وفي نهاية المهرجان يقام حفل كبير يشارك فيه عدد من المطربين الشعبيين المشهورين في المنطقة.